# Карлоне, Джованни Баттиста
Джованни Баттиста Карлоне (итал. Giovanni Battista Carlone; 1580-е или 1590-е, Ровио — 28 декабря 1645, Вена) — архитектор итальянского происхождения, работавший в Габсбургской Империи. Представитель большой семьи «тессинцев» — потомственных резчиков по камню, строителей, скульпторов, живописцев и лепщиков-декораторов — мастеров из кантона Тичино, входящего в состав Итальянской Швейцарии.

## Семья мастеров Карлоне
Несколько поколений тессинской семьи Карлоне, вероятно, происходящих из Ровио (Швейцария) недалеко от озера Лугано, были хорошо известны в XVII—XVIII веках. Многие из них работали в 1650—1710 годах в стиле немецкого барокко в Германии, Австрии, Швейцарии. Один из ранних представителей семьи — Таддео Карлоне (1543—1613), сын резчика по камню Джованни, — живописец, скульптор и архитектор — работал в Генуе. Его сын и ученик — Джованни Баттиста (1592—1677) — живописец. Другой сын — также живописец, Джованни Андреа Карлоне (1590—1630) получил прозвание «генуэзец» (Il Genovese). Ещё один сын — Бернардо стал отцом скульпторов Джованни Андреа, Джакомо, Николо и Джузеппе. Резчик Джузеппе Карлоне родился в Ровио и последовал за своим отцом в Геную; он сотрудничал со своим братом Таддео во многих скульптурных работах не только для Генуи, но и для Мантуи, а также работал во Франции, Испании и Англии.
Бернардо, сын Джузеппе и брат Томмазо, был скульптором, участвовал в работе мастерской отца; скончался в Вене. Джузеппе Мария, крещенный в Ровио 1 ноября 1645 года, впервые упоминается вместе со своими братьями Джованни и Джованни Доменико (родившимися в Ровио 19 сентября 1651 года) в 1667 году, когда они пообещали продолжить начинания, начатые их отцом Томмазо.
Сыновья другого Джованни Баттиста Карлоне (?) — Карло Инноченцо (1686—1775), ученик Франческо Тревизани, живописец и гравёр, и Диего Франческо (1674—1750), скульптор. Известны также архитектор Карло Антонио Карлоне (? — 1704), другой Карло — живописец-декоратор, Доменико Карлоне (1615—1679), архитектор, работавший в Вене, и многие другие.
Вероятно, из этого же рода (возможно другой ветви семьи) происходят живописец Андреа Карлоне (1626—1697), Карло Карлоне (1686—1775), живописец и гравер, Джованни Бернардо Карлоне (1590—1630), живописец, Пьетро Франческо Карлоне (до 1607—1681/1682), архитектор, работавший в Австрии.

## Биография архитектора Джованни Баттисты Карлоне
Джованни Баттиста родился в 1580-1590х годах, вероятно, в Ровио. С 1614 года был на службе у принца Карла фон Лихтенштейна. В экспозиции галереи Альбертина имеется чертёж Карлоне — проект непостроенных триумфальных врат, которые были заказаны в честь приезда императора Фердинанда II и должны были находиться в Праге на площади Крестоносцев, напротив иезуитского костела Святого Сальватора.
С 1620 по 1637 годы Джованни Баттиста Карлоне был придворным архитектором императора Фердинанда II. В 1626 году участвовал в реконструкции главной венской резиденции — Хофбурга. В том же году, возможно, участвовал в реконструкции боковых капелл церкви Святого Михаила в Вене. Реконструировал замок Прессбург, несколько замков в Моравии.
С 1632 года Карлоне работал по зазказам венгерских дворян Баттьяни и Эстерхази. С 1634 года и до своей смерти участвовал в реконструкции Клостернойбургского аббатства. С 1637 года работал в Венгрии у графа Пала Пальфи. Вероятно, он также работал у кардинала Эрнста Адальберта фон Гарраха в Вене. Альбрехт фон Валленштейн пытался после смерти Андреа Спеццы нанять Карлоне, но потерпел неудачу.
После смерти Фердинанда II в 1637 году Карлоне был представлен ко двору вдовствующей императрицы Элеоноры. Карлоне владел домом по адресу Judengasse 11 с 1637 года. С 1638 по 1644 год работал у графа Джованни Баттиста фон Верденберга. В 1641 году работал в Брно, совместно с архитектором Джованни Баттиста Эрна, вероятнее всего над фортификационными сооружениями города.
Скончался в Вене. Похоронен в церкви Святого Михаила.

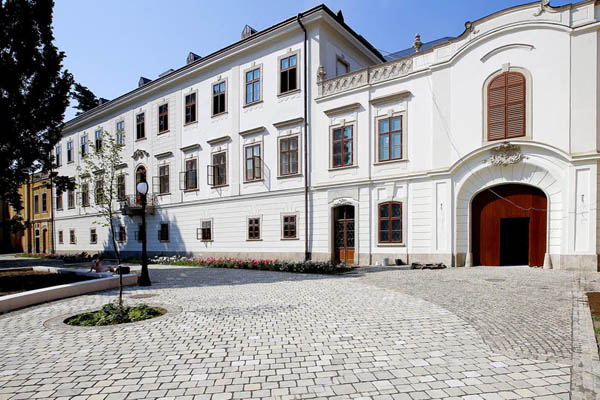
Архиепископский дворец. Эгер, Венгрия
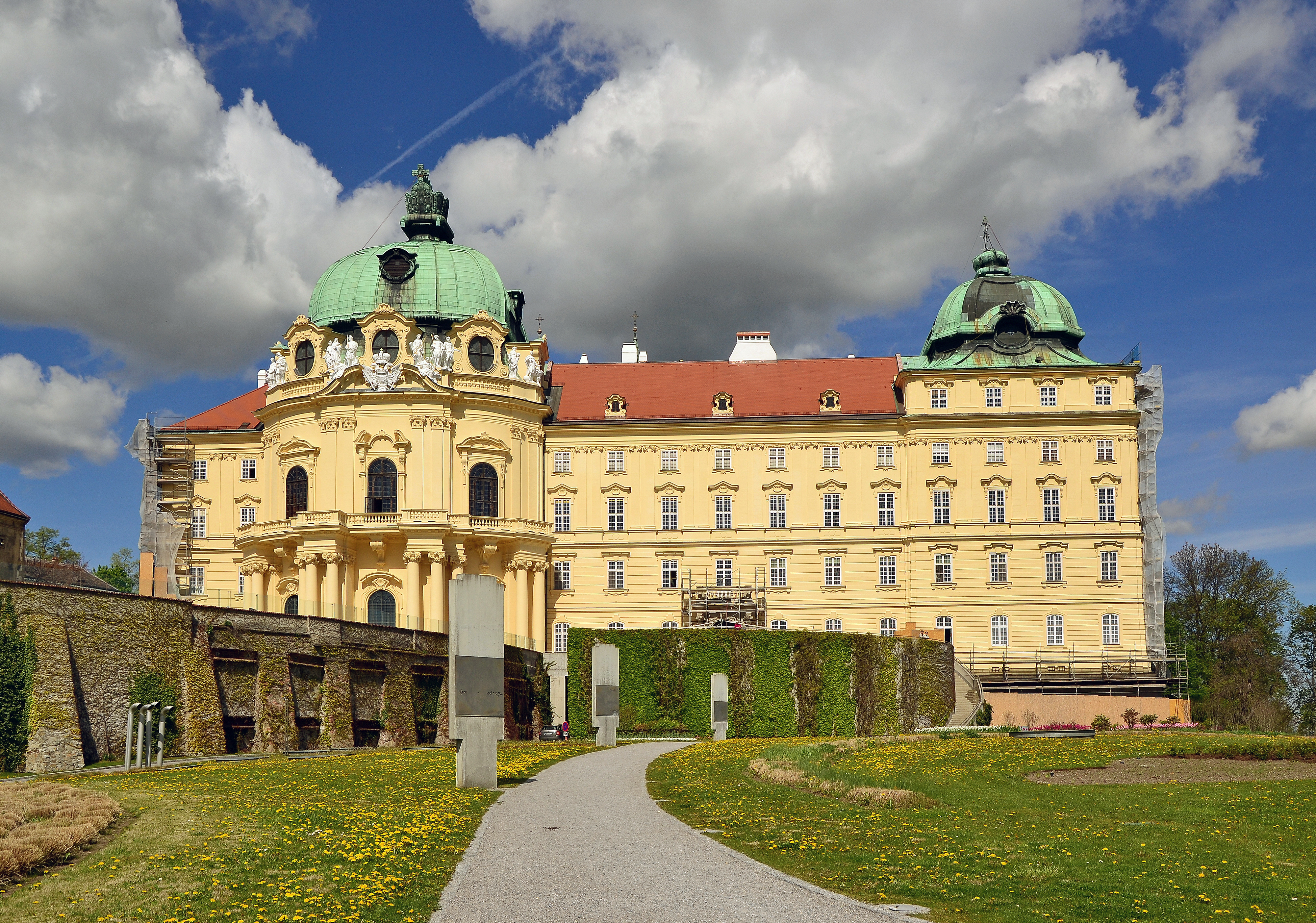
Монастырская церковь Клостернойбург, Австрия
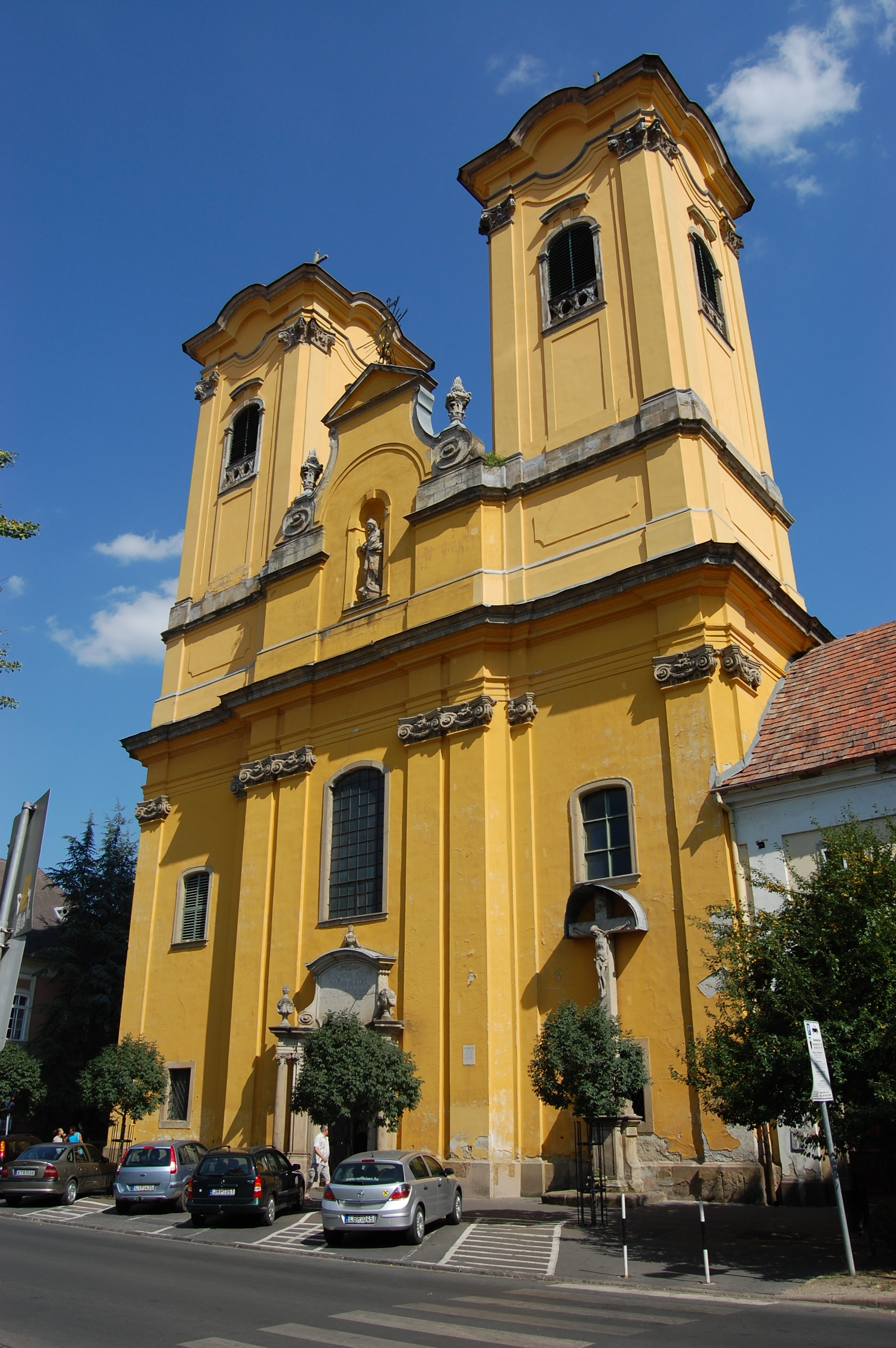
Францисканская церковь Мадонны Иммакулаты в Эгере
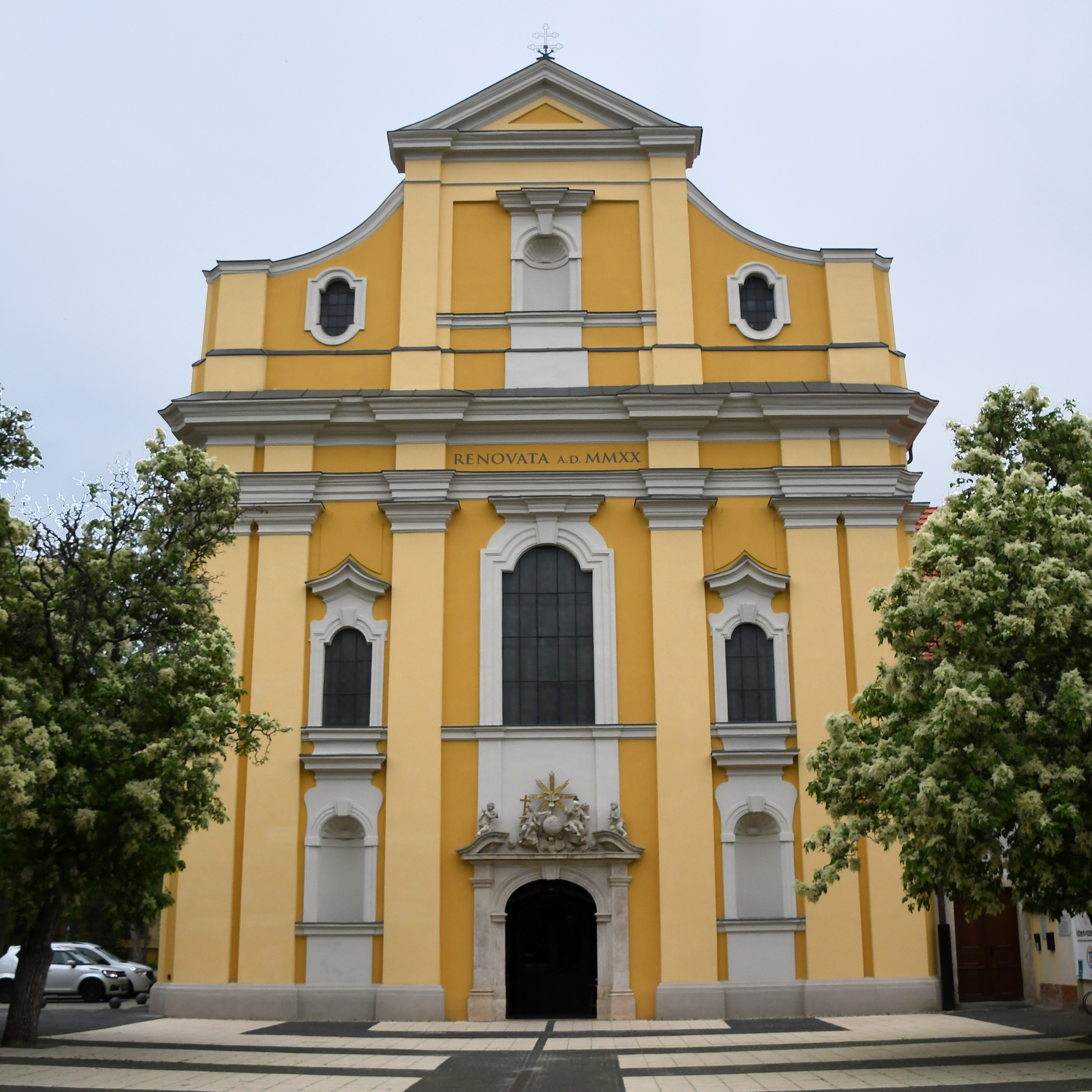
Францисканская церковь в Жолноке, Венгрия
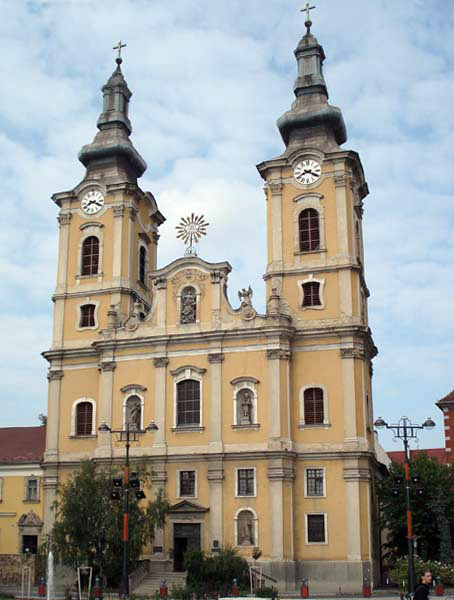
Церковь миноритов в Мишколце, Венгрия
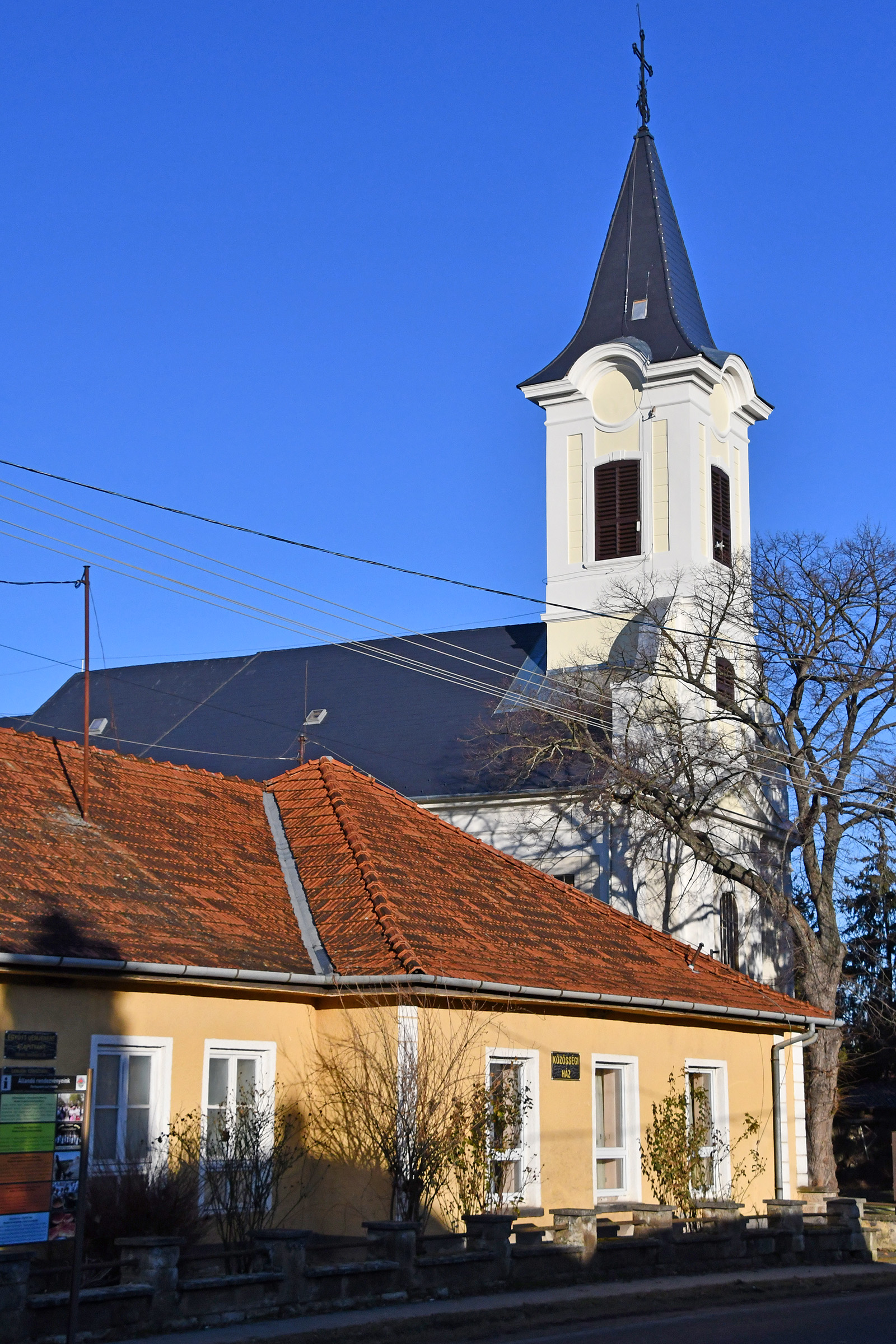
Римско-католическая церковь. Демьен, Венгрия

## Некоторые постройки
- Кайзеркапелла в Капуцинеркирхе.
- Реконструкция Хофбурга.
  - Сокровищница.
  - Бальный зал.
  - Новое здание холла Хофбурга.
- Полностью перестроен замок Прессбург.
- Реконструкция замка Вальтице[чеш.].
- Летняя резиденция в замке Леднице.
- Работал в замке Бучовице[чеш.].
- Работал в замке Плумлов[чеш.].
- Castrum doloris[англ.] для похоронной процессии Рамбольдо XIII (1630 год).
- Храм Вознесения Девы Марии в Вальтице.
- Монастырь Клостернойбург (1634—1645 годы).